# Ford F-150 Lightning
Ford F-150 Lightning — повністю електрична легка вантажівка з акумуляторним живленням, представлена компанією Ford 19 травня 2021 року. Він є частиною чотирнадцятого покоління Ford F-Series. Було анонсовано чотири моделі, і спочатку всі моделі будуть з двома двигунами, повним приводом, з оцінкою запасу ходу EPA в 230–300 миль (370–480 км). Оголошено, що базова ціна повнопривідної вантажівки комерційної версії (AWD) у Сполучених Штатах становить 39 974 долари США з більшою потужністю/комплектуванням/дальністю ходу моделі за ціною аж до 90 000 доларів США. Виробництво F-150 Lightning почалося 26 квітня 2022 року.

## Опис

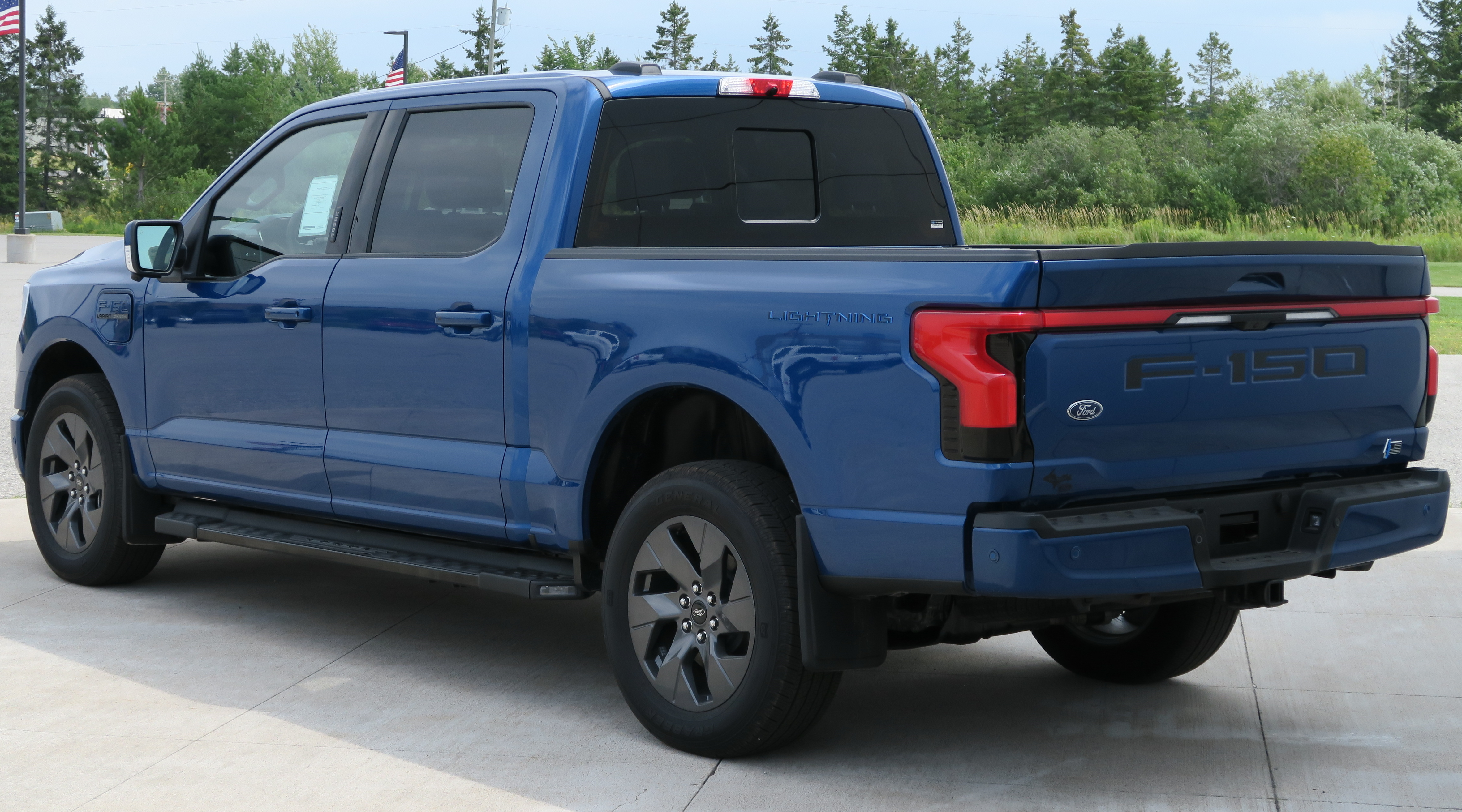

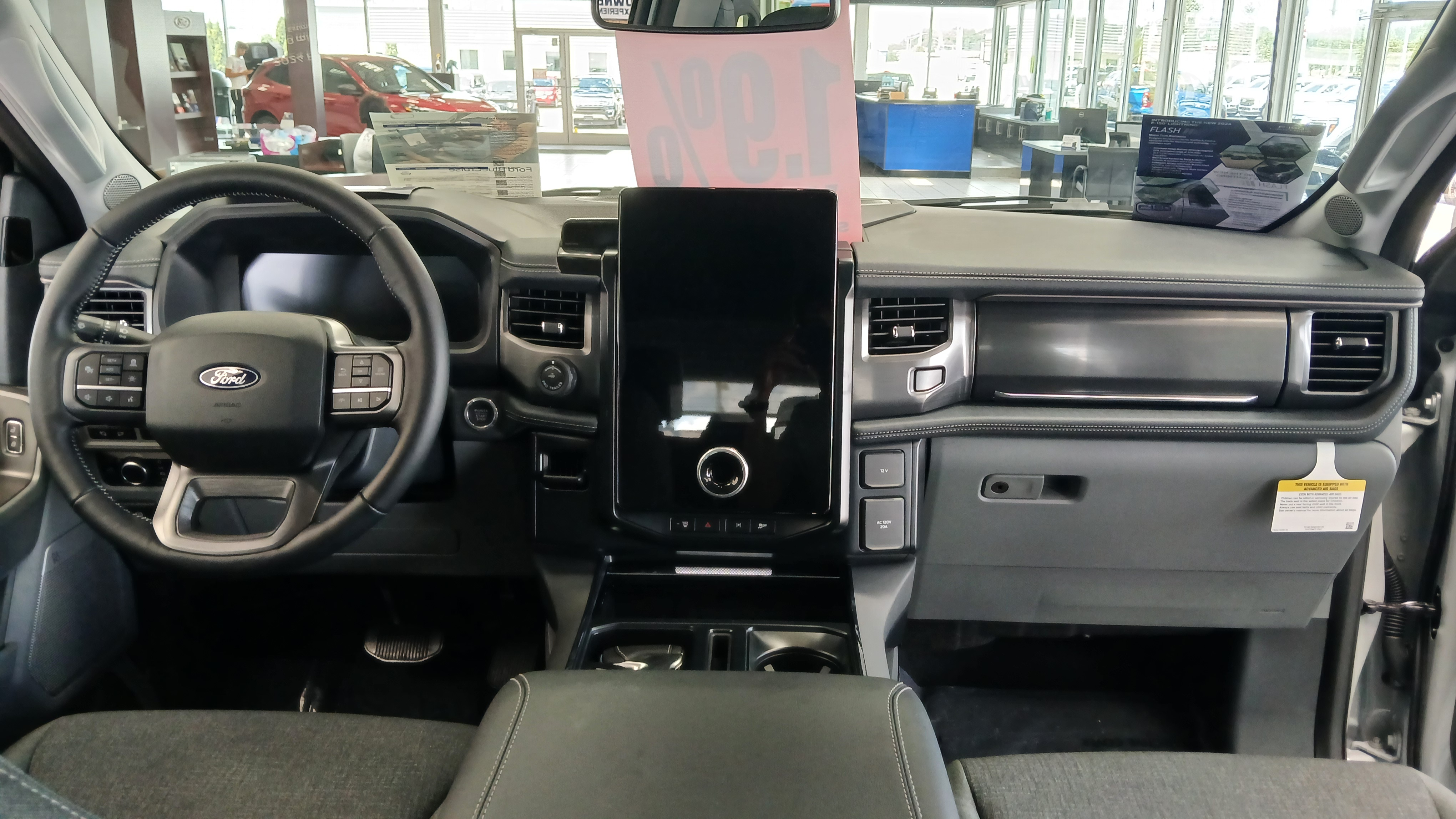

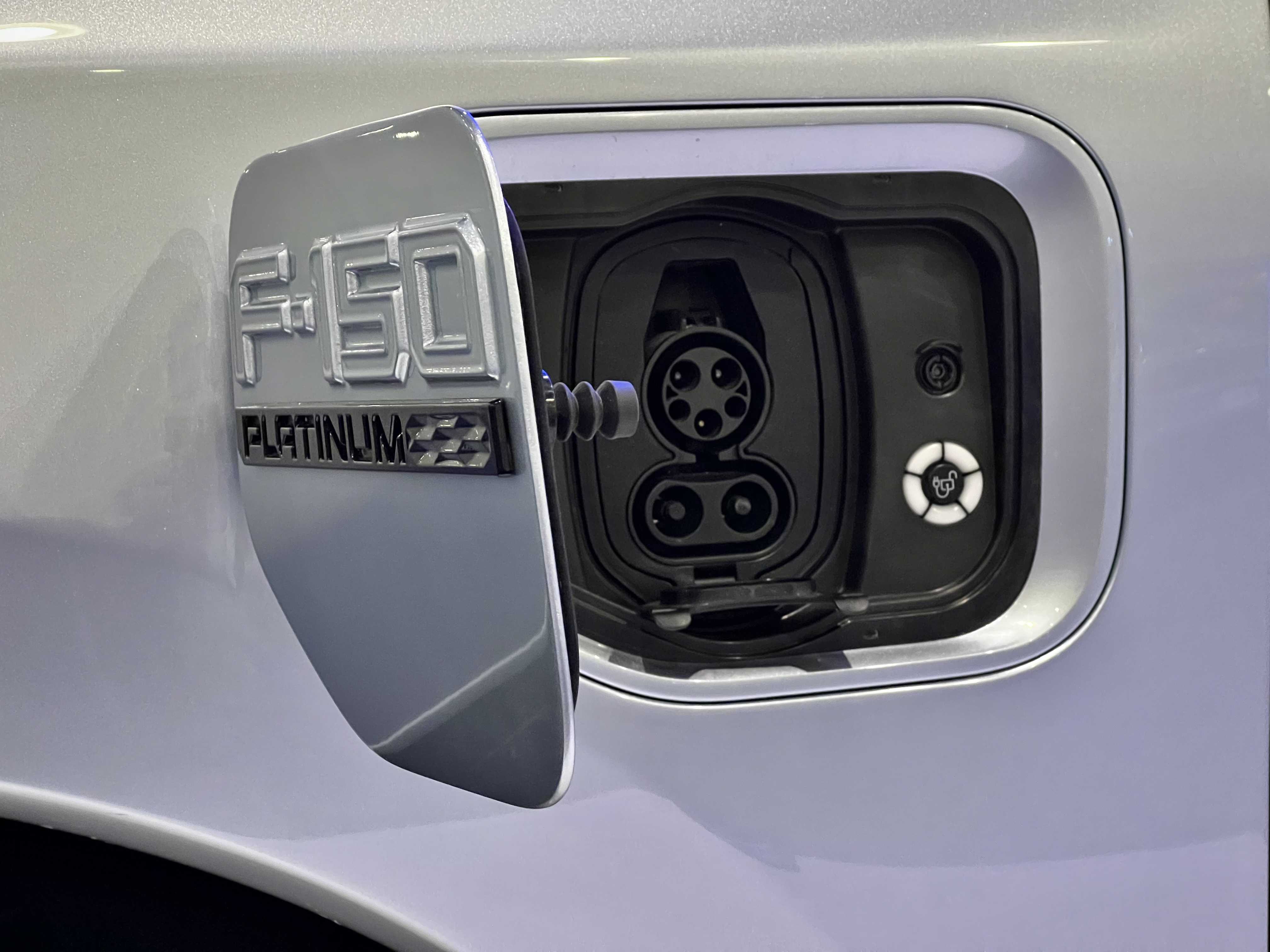

В травні 2021 року була представлена повністю електрична модель F-150 Lightning. Перша представлена модель мала корпус SuperCrew з чотирма дверима та багажним відділенням на 400 літрів.
Всі моделі F-150 Lightning матимуть два електричних рушія з приводом на всі колеса. Сукупна потужність рушіїв базової модифікації буде 426 к.с. (318 кВт) та максимальний запас ходу до 370 км. Модифікація зі збільшеними акумуляторами матиме сукупну потужність рушіїв 563 к.с. (420 кВт) з максимальним запасом ходу до 482 км. Крутний момент рушіїв у обох версій становитиме близько 1050 Ньютон.
Крім того, на машини буде встановлено систему Pro Power Onboard яка живитиме за рахунок заряду бортових акумуляторів обладнання потужністю до 2,4 кВт через стандартні 120-вольтові роз'єми. Версії Lariat та Platinum матимуть потужніші інвертори та будуть здатні живити обладнання через 240-вольтові роз'єми.
Також було оцінено, що Ford F-150 Lightning розганяється до 100 км/год за 4,5 секунди. Максимальне доступне корисне навантаження становить 2 235 фунтів (1 014 кг), що включає 400 фунтів (180 кг) корисного навантаження «фрунка» (це була інтерпретація Ford переднього багажника). Новий Lightning може буксирувати до 10 000 фунтів (4 500 кг).
Станом на початок 2022 року в планах компанії випускати близько 150 тисяч різних модифікацій електронної моделі щороку.

## Двигуни
- Standard-Range Battery 2 електродвигуни, 426 к.с. 1051 Нм, батарея 98 kWh, максимальний запас ходу до 370 км
- Extended-Range Battery 2 електродвигуни, 563 к.с. 1051 Нм, батарея 131 kWh, максимальний запас ходу до 482 км

## Продажі в США
| Рік  | Всього |
| ---- | ------ |
| 2022 | 2,000  |
| 2023 | 11,551 |